# サイシキヤブウズラ
サイシキヤブウズラ (彩色藪鶉、Perdicula erythrorhyncha)は、キジ目キジ科の鳥類。

## 分布
インド亜大陸